# Alfredo Quispe Correa
Alfredo Quispe Correa (Lima, 13 de abril de 1936 - Lima, 15 de noviembre de 2010) fue un abogado constitucionalista y periodista peruano.

## Biografía
Estudió Derecho en la Universidad Nacional Mayor de San Marcos, en la cual obtuvo el título profesional de Abogado y posteriormente el de Doctor en Derecho. Realizó también estudios de Periodismo en la Facultad de Letras.
Fue director del diario La Prensa.
Fue Presidente de la Sección Peruana del Instituto Iberoamericano de Derecho Constitucional, con sede en México.
Se desempeñó como docente de Derecho Constitucional en la Universidad Nacional Mayor de San Marcos, en la cual fue director de la Unidad de Postgrado. También fue profesor en la Universidad de San Martín de Porres, en la cual fue Decano de la Facultad de Derecho.
Falleció en noviembre de 2010.

### Ministro de Justicia
El 17 de julio de 1997 fue designado como Ministro de Justicia por el presidente Alberto Fujimori. Permaneció en el cargo hasta el 5 de enero de 1999.

## Publicaciones
- La Constitución en debate (2009)
- Inconstitucionalidad por omisión (2006)
- Indulto: acto de gobierno (2005)
- La infracción constitucional (2005)
- Derecho constitucional e instituciones políticas (2004)
- La Constitución peruana (2003)
- Las garantías constitucionales (2003)
- Los derechos humanos (2002)
- La Constitución económica (2002)
- El estado peruano (2002)
- Apuntes sobre la Constitución y el estado (1998)
- Mitos y Realidades en el Mundo del Derecho (1995)
- Constitución y defensa nacional (1994)